# Brandberg (Tirol)
Brandberg is een gemeente in het district Schwaz in de Oostenrijkse deelstaat Tirol.

## Geografie
Brandberg ligt in de Zillergrund, een zijdal van het achterste deel van het Zillertal, dat bij Mayrhofen afbuigt en doorstroomd wordt door de Ziller. Het gemeentegebied omvat bijna deze hele Zillergrund en reikt tot aan de grens met het Italiaanse Zuid-Tirol. De gemeente wordt gekenmerkt door meerdere verspreid gelegen kernen, waarvan het dorp Brandberg ongeveer 200 meter boven de Ziller gelegen is. Tot de gemeente behoren verder de kernen Pignellen, Steglach, Dorf, Windhag, Emberg, Stein, Ahornach, Gruben, Ritzl-Pötzmann, Nößlrain-Klaushof, Häusling, Au en Bärenbad. Een belangrijke berg in deze regio is de Brandberger Kolm.

## Geschiedenis
In de oudheid was het gemeentegebied van Brandberg niet bewoond. Brandberg is ontstaan nadat de Salzburger aartsbisschop in de 12e eeuw Brandberg cultiveerde door het land door middel van brand te ontginnen. Daar dankt het waarschijnlijk ook zijn naam aan. Destijds waren er vijf veeboerderijen aangelegd, die aan de meijerboerderij pacht en producten in natura moest afleveren. Met het Zuid-Tiroler Ahrntal werd over de bergpassen een ruileconomie in stand gehouden. Brandberg werd in 1350 voor het eerst officieel vermeld, als Pramberg
Tot 1801 was Brandberg een zelfstandige belastings- en administratieve eenheid, waartoe ook Mayrhofen behoorde. In 1837 moesten vele protestanten uit het Zillertal, ook in Brandberg, hun huis verlaten. In 1960 werd het dal door uitbreiding van het wegennet verder ontsloten voor het toerisme. In 1987 werd het stuwmeer Speicher Zillergründl gereed gemaakt.

## Economie en infrastructuur
De belangrijkste bronnen van inkomsten zijn de landbouw en het toerisme. Verder is het opwekken van elektrische energie door middel van het Speicher Zillergründl van belang. In de zijdalen van de Zillergrund worden vooral de bergweiden beweid in de zomer. In de gemeente liggen twee schuilhutten, het Kolmhaus (1845 meter) en de Plauener Hütte (2373 meter).
Brandberg is bereikbaar over de weg vanuit Mayrhofen. De Zillertalspoorlijn eindigt in Mayrhofen. Richting Brandberg bestaat er vanaf dit station busverkeer.